# Jean-Marc Minéo
Pour les articles homonymes, voir Mineo (homonymie).
 (février 2015).
Si vous disposez d'ouvrages ou d'articles de référence ou si vous connaissez des sites web de qualité traitant du thème abordé ici, merci de compléter l'article en donnant les références utiles à sa vérifiabilité et en les liant à la section « Notes et références ».
Jean-Marc Minéo, né en 1958, est un acteur, réalisateur et scénariste de cinéma et sportif de haut-niveau de kung-fu français. Six fois champion de France de kung-fu et vainqueur de la coupe du Monde par équipe à Taiwan en 1987, Jean-Marc Minéo entame sa carrière cinématographique par quelques apparitions en tant que figurant dans des films tels que Baise-Moi et Les Morsures de l’aube. Après avoir réalisé deux courts-métrages, Jean-Marc Minéo met en scène son premier long en 2011 : Bangkok Renaissance. Ce film de kung-fu met en scène l’expert en arts martiaux Jon Foo dans une histoire de vengeance se déroulant dans la capitale thaïlandaise.

## Biographie
Jean-Marc Minéo est un ancien athlète de haut-niveau, six titres de champion de France de kung-fu et vainqueur de la coupe du Monde par équipe à Taiwan en 1987. 

En 1999, Il entame une carrière au cinéma dans des petits rôles dans Baise-moi, Le Double de ma moitié.
En 2011, il réalise son premier long métrage, Bangkok Renaissance avec Jon Foo.

## Filmographie

### Réalisateur
- 2001 : Pourquoi t'as fait ça ? (court métrage)
- 2005 : Pre Face (court métrage)
- 2012 : Bangkok Renaissance
- 2014 : Les Portes du soleil

### Acteur

#### Cinéma
- 2002 : Femme fatale de Brian De Palma - Le gardien
- 2003 : Travail d'arabe de Christian Philibert - Grand Gutti
- 2010 : Ça commence par la fin de Michaël Cohen - Le patron du café
- 2012 : Aux yeux de tous de Cédric Jimenez et Arnaud Duprey - Un tueur

#### Télévision
- 1995 : Nestor Burma- épisode : Nestor Burma et le monstre (série télévisée)
- 2000 : La Crim'- épisode : Ramsès (série télévisée) - Jacky
- 2001 : L'Aîné des Ferchaux, téléfilm de Bernard Stora - Maite Taekwondo
- 2003 : Commissaire Moulin- épisode : Sale bizness - Tom

1998-2005 : Les Cordier, juge et flic (série télévisée) :
- - Angela (2005) - Chef de sécurité
  - Un garçon mystérieux (1998) - Bastien

- 2006 : Central nuit - 3 épisodes (série télévisée) - Le Mexicain
- 2008 : La Lance de la destinée (série télévisée) - Sam